# リル・ナズ・X
リル・ナズ・X（英:Lil Nas X、リル・ナズ・エックス）、本名モンテロ・ラマー・ヒル（英:Montero Lamar Hill、1999年4月9日 - ）は、アメリカ合衆国のラッパー、シンガー、ソングライター。
2019年はじめより動画共有アプリTikTokで人気となり、カントリー・ラップのシングル曲「Old Town Road」にて国際的な注目を集めた。曲は米国ビルボード・ホット100で19週連続ナンバー1となり、1958年に同チャート始まって以来の記録となった。また、グラミー賞2部門を受賞したほか、年間最優秀楽曲賞を含む2つのMTVビデオミュージックアワードを獲得した。2019年6月、デビューEP「7」がリリースされ、EP内からのセカンド・シングル「Panini（英語版）」がローリングストーン紙のトップ100で4位となった。 2019年9月現在、ナズ・Xは23億回以上ストリーミングされている。
2019年6月、同性愛者であることをカミングアウトし、ビルボードナンバー1史上はじめてのカミングアウト・アーティストとなった。その後も「モンテロ (コール・ミー・バイ・ユア・ネーム)」や「インダストリー・ベイビー」が全米1位をはじめとして世界中のチャートでヒットし、新世代のゲイ・アイコンとして注目される。

## 生い立ち
1999年4月9日、ジョージア州アトランタ郊外のグレイディ・メモリアル病院(Grady Memorial Hospital)で生まれる。両親は6歳のときに離婚、はじめは母親と祖母と一緒にバンクヘッドコートの住宅プロジェクトに住んだが、3年後、ジョージア州オーステル市のゴスペル歌手の父親の住宅へと移る。彼は転居を渋ったが、のちに転機だったとした。 「アトランタではたくさんの糞みたいなことがおこってる。もしボクがそこにいれば、まちがった人々の中に落ちていただろう」。
13歳の頃、ミームがエンターテインメント独自の形式になり始め、おおいにインターネットを活用し始めた。10代の大半の時間を一人で過ごし、特にTwitter上でリラックスしたウィットとポップカルチャーに精通したミームをつくった。
2017年、リチア・スプリングス高校を卒業し、西ジョージア大学で1年間勉強し中退した。このあいだ、妹と一緒の時間を過ごし、カジュアルレストランやテーマパークの仕事で生計を立てた。2019年9月、母校へと戻り、サプライズ・コンサートを行なった。

## ブレイクまでの経歴

### ネット・パーソナリティー（2015–2017）
10代時の「校外活動」が、自身を孤立させはじめたと言う。ネット・パーソナリティーとしてフォロワー獲得に多くの時間を費やしたが、どこに焦点を当てるべきなのか確信が持てなかった。ローリングストーン誌のインタビューでは「Facebookでコメディビデオをやり、Instagramへ移り、そこからTwitterへとんだ。そこでマスターになったんだ」と述べている。
2019年8月の時点で、Twitterで230万人、 Instagramで400万人のフォロワー、YouTubeで520万人の登録者、Spotifyの月間リスナー数4,400万人以上を持つ。
ニューヨーク・マガジン誌の調査によると、リル・ナズ・XはTwitter上で@NasMarajのアカウントなど米国人ラッパー、ニッキー・ミナージュのファンアカウントを作成した。2017年、このアカウントはアプリ、TweetDeckを使用した短編形式のシナリオスレッドで注目を集めた。調査は@NasMarajのアカウントが特定のツイートを拡散させるため複数のアカウントを共同利用しているとし、@NasMarajアカウントはスパムポリシーに違反したため、Twitter社により凍結された。アカウント凍結後、調査はナズ・Xが再び@NasMarai名義で新しいアカウントを開設し、現在のアカウントはそのアカウントの再利用バージョンだったと結論付けた。これに対して、ナズ・Xは調査を「誤解」と呼び、アカウントの実行を拒否した。
その後、音楽製作に向かい、クローゼットの中で曲を書き、録音し始めた。 2018年10月下旬、ヒット曲「Old Town Road」を生む。

### デビュー（2018）

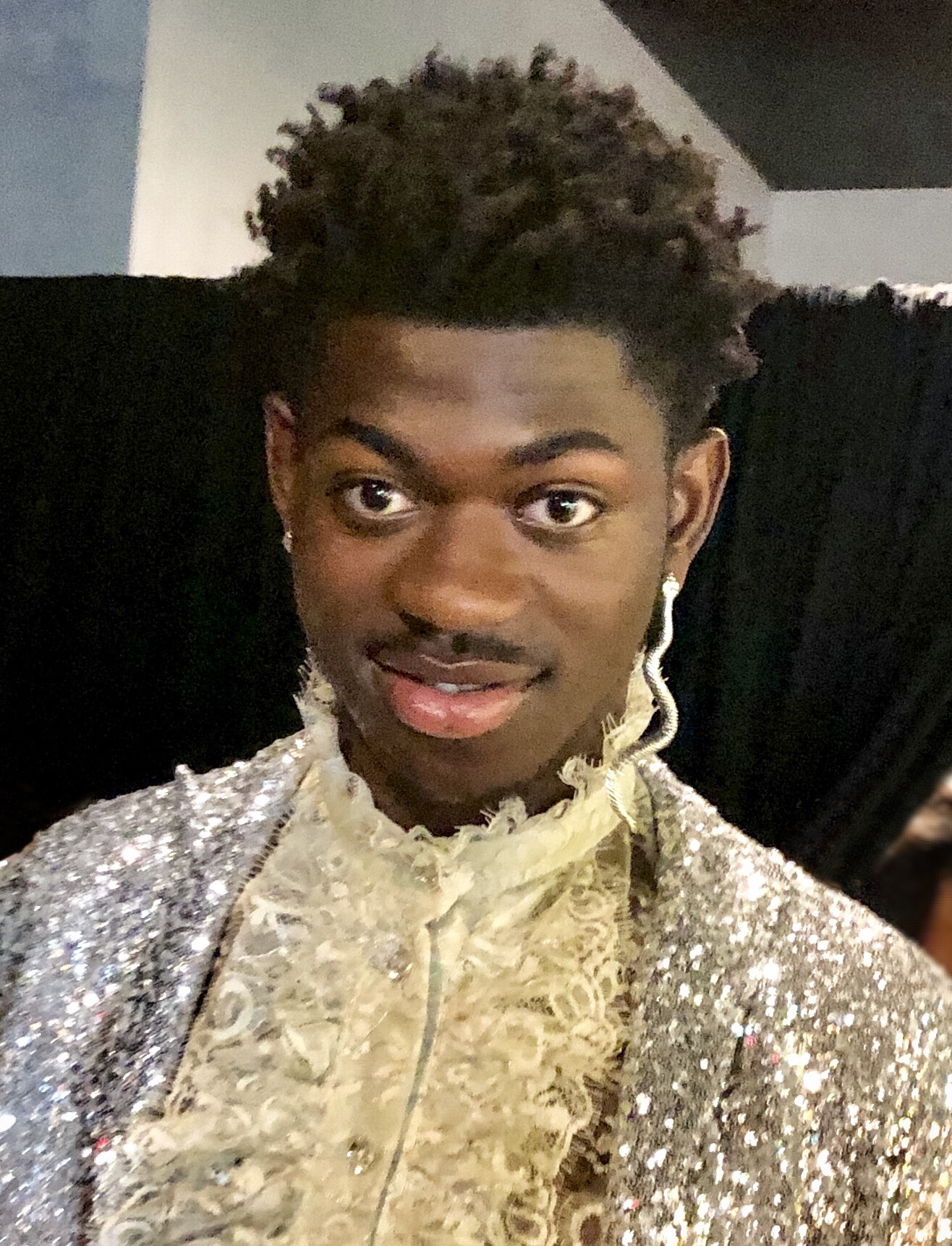
2019年

2018年12月3日、カントリーラップソング「Old Town Road」をリリースした。曲の製作にあたって、オランダのプロデューサーYoungKioのオンラインストアから米国のロックバンド、ナイン・インチ・ネイルズの6枚目のアルバムGhosts I–IV（2008）の「34 Ghosts IV」からサンプリングをした曲のビートを匿名で30ドルで購入している。
TikTokユーザーに取り上げられる以前から「Old Town Road」を宣伝するミーム作成を開始し、およそ100ものミームをつくったと推定される。2019年初頭、TikTok上での#Yeehaw Challengeミームが大流行した。何百万人のユーザーが、カウボーイ、カウガールにドレスアップした自身のビデオをアップした。ほとんどのビデオでサウンドトラックに曲を使用している。このハッシュタグは2019年7月時点で、6,700万回以上閲覧されている。もう1つのコア・オーディエンスは、大人のリスナーに隠れている子供たちで、Quartz.comによると、この曲が繰り返し惹きつけられやすいのは、歌いやすく、子供たちが語ることのできる乗馬やトラクターに関する歌詞を使用しているためだとしている。

#### 初登場とジャンル論争
曲はビルボード・ホット100チャートで83位で初登場し、のちに1位を獲得した。このトラックはまた、ホット・カントリーソング・チャート19位、ホット・R＆B /ヒップホップソング36位に初登場した。 激しい「入札争い」ののち、ナズ・Xは2019年3月にコロムビア・レコードと契約した。
2019年3月、ビルボードはホットカントリーチャートから曲を削除したことによって論争が起きた。のちにビルボードはローリング・ストーン誌に語っている。
「ジャンルを決定するとき、いくつかの要因が検討されますが、なによりもまずは楽曲です。 「Old Town Road」にはカントリーとカウボーイのイメージが組み込まれていますが、現在のカントリーミュージックの基準でチャート作成に十分な要素は含まれていません」
米国の音楽評論家ロバート・クリストガウの意見では、カントリーチャートからこの曲を削除することは、人種差別主義として純粋でシンプルな印象を受けると言う。「なぜなら、米国のラジオは（...）人種差別主義者のままだからです」 。別のビルボードの広報担当者は、「カントリーチャートから曲を削除したビルボードの決定は、アーティストの人種とはまったく関係のないことです」とした。
メインのカントリーソングチャートから削除されたにもかかわらず、この曲はビルボードのカントリーオンエアー・チャートで53位に初登場し、のちに50位になった。それに応えてソニー・ミュージック・ナッシュビルのCEOであるランディ・グッドマンはビルボード社に他の国のラジオ市場でこの曲のテストをはじめ、「見ないと過失になる」と付け加えた。 2019年5月、ジーンズメーカーのラングラーがリル・ナズ・Xコレクションを発表したとき、カントリー・ミュージックをめぐる人種差別問題が再浮上し、一部の消費者はボイコットするとした。メディアはこの曲がカントリーミュージックとアメリカのフロンティア時代の両方からのアフリカ系アメリカ人の歴史的文化の消去に注意を喚起させていることを指摘した。

#### さらなる成功とEP「7」（2019）

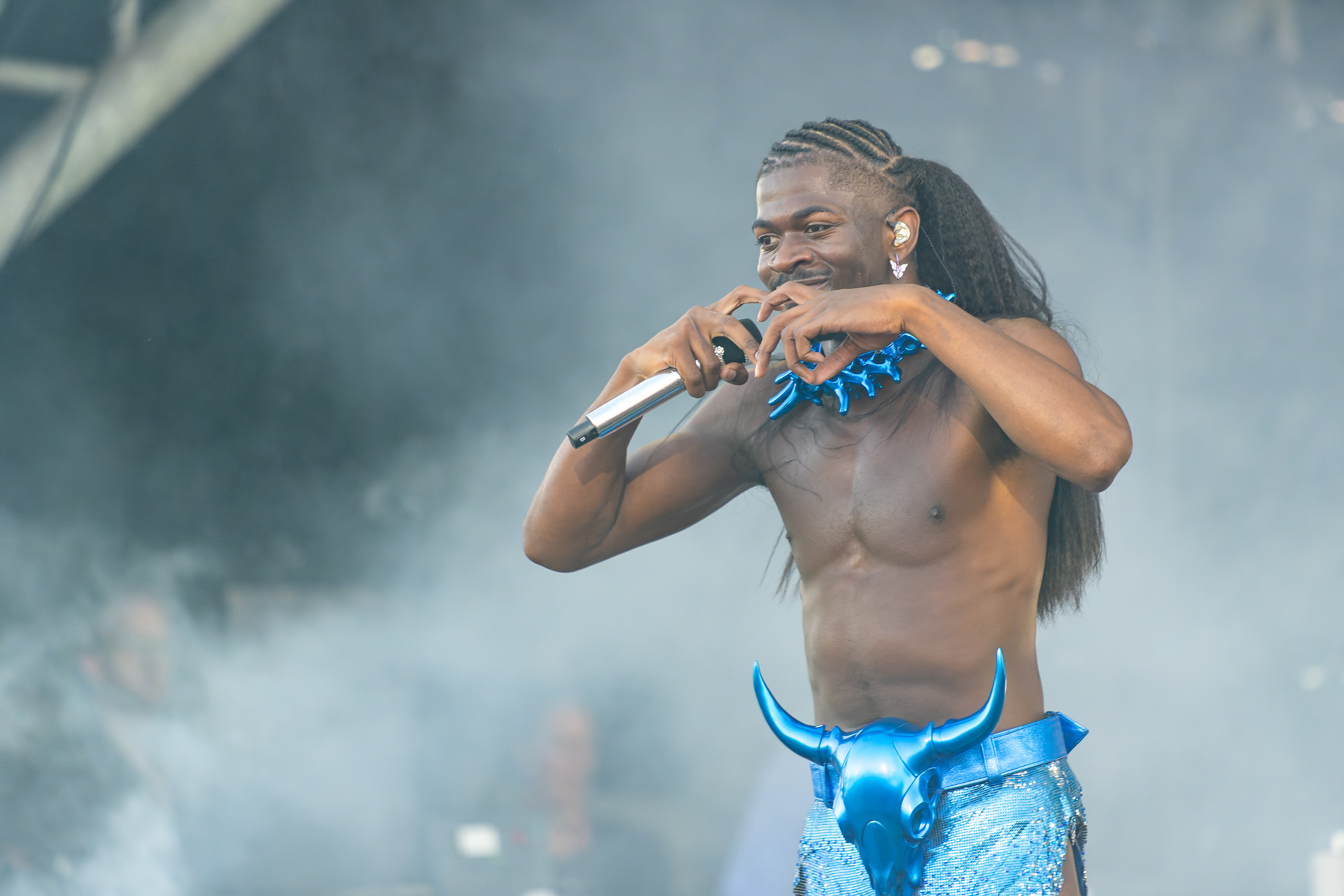
2023年

カントリー・ミュージック界のスター、ビリー・レイ・サイラス（マイリー・サイラスの父）は「Old Town Road」をサポートし、2019年4月のリミックスでボーカリストとしてフューチャーされた。同月、ナズ・Xは、4月11日までの1週間で1億4,300万ストリームを記録し、2018年7月の1週間で1億1,620万ストリームだったカナダのラッパー、ドレイクの記録を破った。2019年8月の時点で、Spotifyだけで10億を超えるストリーミングがあった。NBCニュースのマイケル・アルセノーはナズ・Xを「ソーシャルメディア時代、リル・ナズ・Xは間違いなく最初のマイクロ・プラットフォーム・クロスオーバースターだ」と称した。
2019年5月に初公開されて以来、2019年8月の時点で再生回数は3億7000万回を超えた。2019年6月21日にナズ・XはデビューEP「7」をリリースした。EPはビルボード200チャートの2位に初登場した。6月30日、ナズ・Xは世界最大の野外フェス英国のグラストンベリー・フェスティバルでインターナショナルなデビューを果たした。ビリー・レイ・サイラスがサプライズ出演し、ジョイントしたマイリー・サイラスとともに熱唱した。
ナズ・Xはゲイとして最も注目されるブラック・クィアの男性歌手の一人となった。これはマチズモと「歴史的に冷遇されてきたクィア・アーティスト」を強調するヒップホップ・ジャンルと米国両方にとって特に重要なことして受け止められた。

### カミングアウト、ゲイ・アイコンとして (2019-)

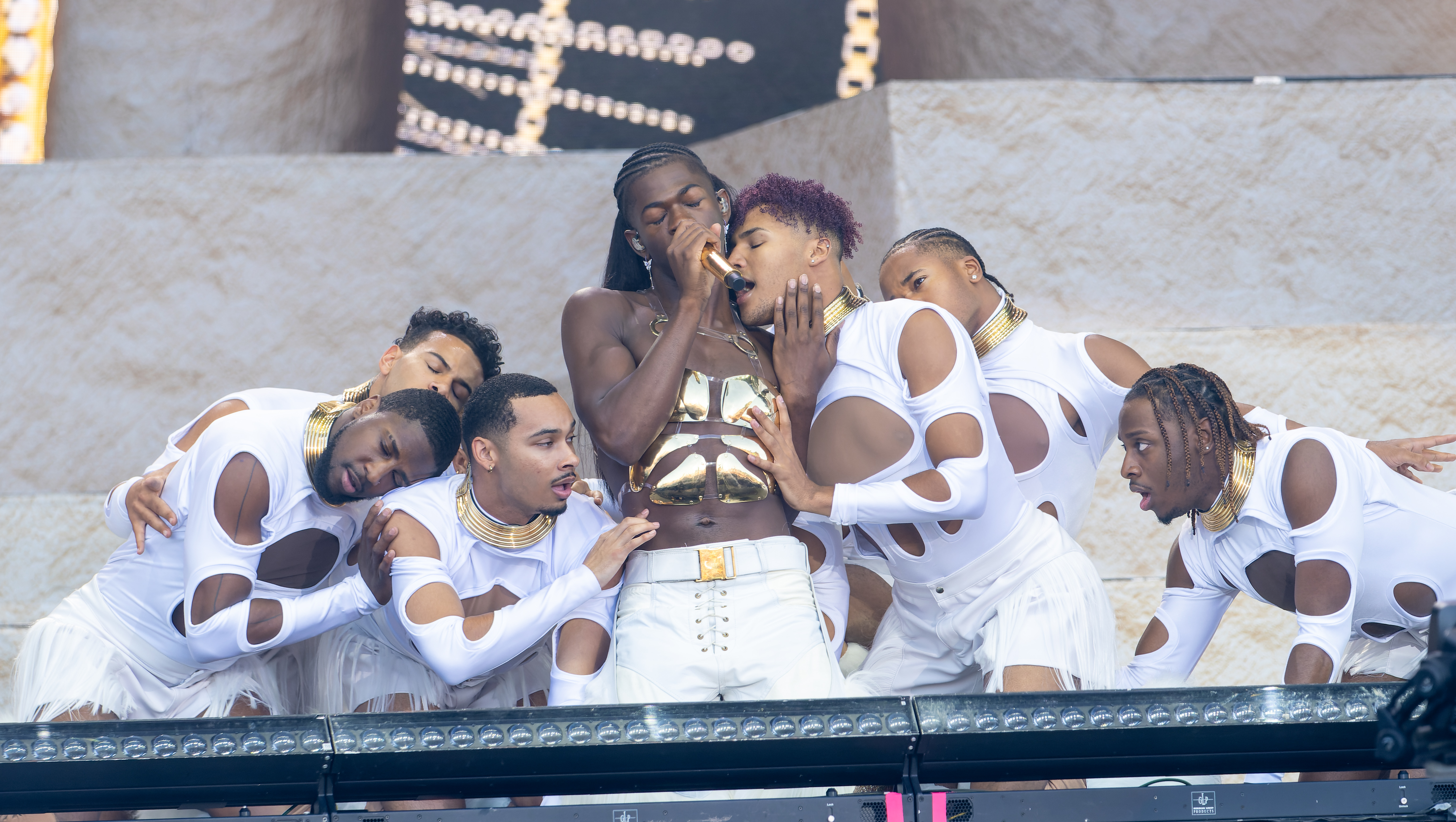
2023年

2019年6月、ナズ・Xは妹と父親に自身がゲイであることをカミングアウトした。ファンの反応が気がかりだったが、宇宙がそうするように合図していると感じていたと言う。
ゲイ・プライド月の最終日にあたる6月30日、ナズ・Xは自身のセクシャリティーを公にした。Twitterを通じて、ファンの反応を気にしながらも、「みんなに「c7osure」の曲を注意深く聴いてほしい」とメッセージを送った。
ツイートは「c7osure」をリリースしたときの疑問をもう一度確認した。ローリング・ストーン誌は曲を「クリーンになること、成長し、自分を受け入れることなどのテーマに触れている」と評した。翌日、ナズ・Xは再びTwitterでつぶやき、EP「7」のカバーアートにある虹色の建物を強調し、「マジで明らかになったと思った」とキャプションを添えた。

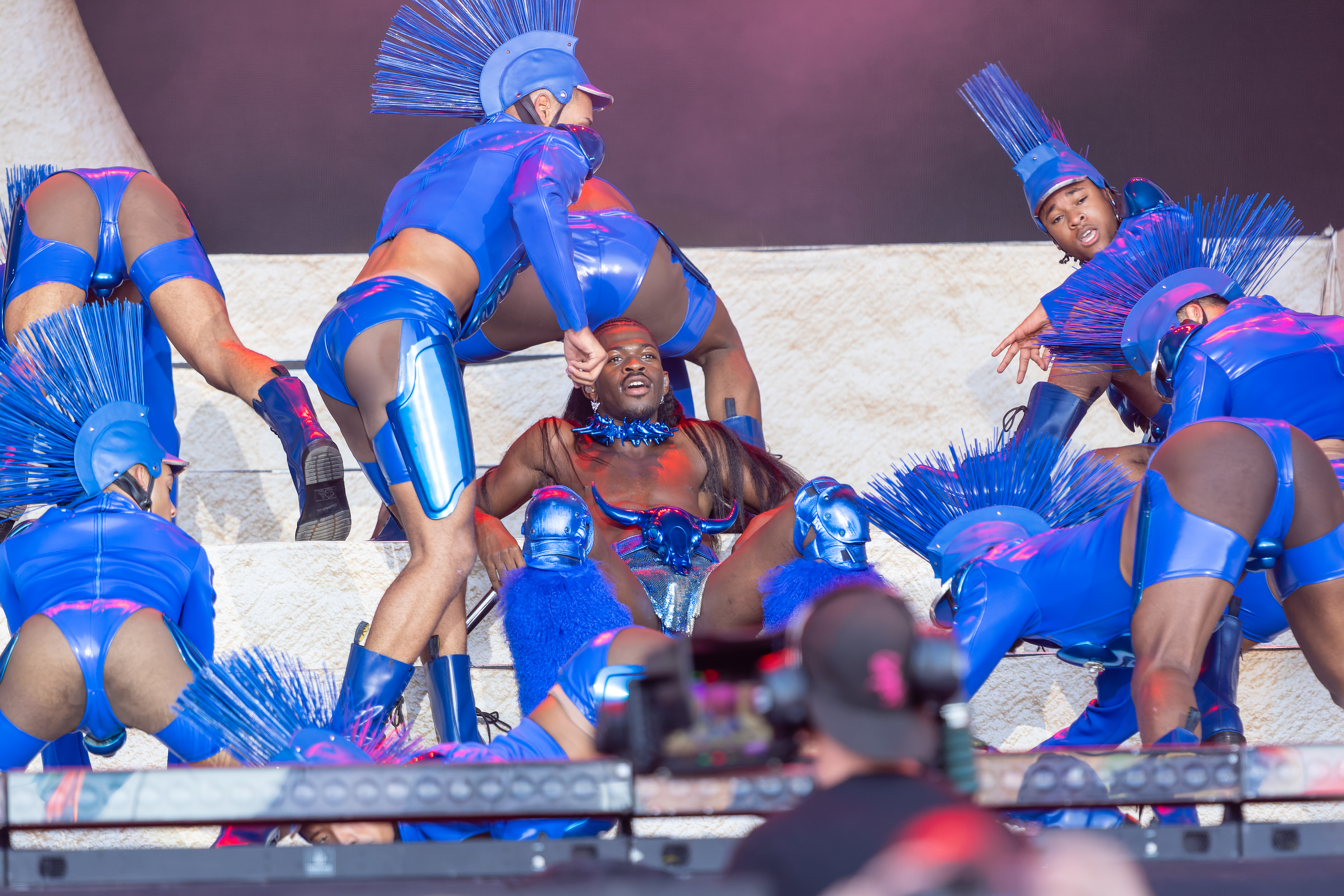
2023年

数日後のBBCのインタビューで、自身は同性愛者であり、そのセクシュアリティは国やヒップホップ・コミュニティーには簡単には受け入れられないことを理解していると述べた。インタビューへの反応はほとんどが好意的なものだったが、ソーシャルメディア上で同性愛を嫌悪する声が上がり、ナズ・Xも反応した。同性愛への反発はヒップホップ・コミュニティ―からも寄せられ、ヒップホップ文化の同性愛嫌悪があらためて浮き彫りとなった。
2021年のサタデー・ナイト・ライブではダンサーの一人、ジャイネル・アリザがナズ・Xの首筋を舐めるシーンがあり、同年のBETアワードでは二人で熱烈なキスを披露している。これについてジャイネルはアティテュードのインタビューで「世界中で放送される番組で黒人男性二人がキスすることに意味がある」と話しており、「とても良いキスだった」と締めくくっている。
同年9月に発表されたシングル「ザッツ・ホワット・アイ・ウォント」のMVでは過激なセックスシーンを披露、映画『ブロークバック・マウンテン』を意識したシーンも盛り込まれた。
2022年の「インダストリー・ベイビー」のビデオでは全裸姿を披露した。
同年にはプライベートで来日し、新宿二丁目を訪れる姿を自身のSNSに投稿した。

## ディスコグラフィー

### スタジオアルバム
「MONTERO」―2021年9月17日

### EP
「7」― 米国2019年6月21日、コロンビアレコード、フォーマット：デジタルダウンロード、ストリーミング

### ミックステープ
「Nasarati」―米国2018年7月24日、セルフリリース、フォーマット：デジタルダウンロード、ストリーミング

### シングル
- 「Old Town Road」 ― 2018
- 「Panini」― 2019
- 「Rodeo」─ 2020
- 「HOLIDAY」─ 2020
- 「MONTERO (Call Me by Your Name)」 ─ 2021
- 「SUN GOES DOWN」─ 2021
- 「INDUSTRY BABY」－ 2021
- 「THAT'S WHAT I WANT」－ 2021

### 他の曲
- F9mily―You & Me(with Travis Barker)―2019
- Kick It―2019
- Rodeo(with Cardi B)―2019
- Bring U Down(featuring Ryan Tedder)―2019
- "C7osure (You Like)"―2019

## 授賞
- 2019年―ティーン・チョイス・アワード Choice R&B Hip-Hop Song
- 2019年―MTVビデオミュージックアワード Song of the Year、Best Direction
- 2020年―グラミー賞　ポップ・グループ／デュオ歌唱賞、音楽ビデオ賞